# Distretto di Kavieng
Il distretto di Kavieng, in inglese Kavieng District, è un distretto della Papua Nuova Guinea appartenente alla provincia della Nuova Irlanda. Ha una superficie di 2.983 km² e 56.000 abitanti (stima nel 2000)